# Dragonology
Dragonology — серия подарочных детских развлекательных книг. Основная книга является бестселлером, была переведена на 32 языка и выпущена общим тиражом 5,7 миллиона экземпляров. В России выпущена в 2008 году издательством «Махаон» (в настоящий момент — подразделение издательской группы «Азбука-Аттикус») под названием «Драконоведение».
Серия представляет собой псевдонаучное исследование драконов, написанное якобы существовавшим учёным викторианской эпохи Эрнестом Дрейком.
Кинокомпания Universal приобрела права на экранизацию серии книг. Фильм должен описывать приключения экспедиции драконологов, которая препятствует злодею обрести власть над всеми драконами мира и уничтожить людей.

## Содержание
Серия создаёт альтернативный мир, в котором драконы существуют как биологические виды, но из-за человеческой деятельности близки к вымиранию. «Драконология» описывает виды и их распространение, особенности каждого вида, биологию, психологию. Эрнест Дрейк считается учёным, представителем «Тайного и древнего общества драконологов», который в 1896 году издал сто экземпляров своей книги Dragonology: The Complete Book of Dragons.
Книги содержат много игровых вставок, «секретных писем», «образцов» частей дракона. Привлекают не только детей, но и взрослых.

## Продукция
Список книг
- Dragonology: The Complete Book of Dragons by Dr. Ernest Drake, editor Dugald A. Steer, ISBN 1-84011-503-3
- The Dragonology Handbook — a Practical Course in Dragons by Dr. Ernest Drake, editor Dugald A. Steer, ISBN 1-84011-523-8
- The Dragonology Chronicles: The Dragon’s Eye by Dugald Steer, ISBN 1-84011-533-5
- Dragonology Pocket Adventures Collection:
- The Northern Frost Dragon
- The Dragon Dance
- The Winged Serpent
- Dragonology, Bringing up Baby Dragons

Книги — игровые наборы
- Dragonology: Obscure Spells and Charms of Dragon Origin
- Dragonology: Tracking and Taming Dragons
- Dragonology: Field Guide to Dragons by dr Ernest Drake
- Dragonology: Code Writing Kit

Игры и игровые наборы
- Dragonology: The Board Game
- Dragonology: Hatch(A card game)
- Series 1 Dragon Toys
- Series 2 Dragon Toys
- Miniature Dragon Toys
- Dragonology: Dragon 'Build your own' models